# Spy Groove
Spy Groove, anche noto come SG, è una serie televisiva animata statunitense del 2000, creata e sceneggiata da Michael Gans, Richard Register e Kevin Thomsen.
La trama vede protagonisti due agenti segreti noti semplicemente come Agente #1 e Agente #2 e il loro capo Helena Troy che assegna loro le missioni.
La serie è stata trasmessa per la prima volta negli Stati Uniti su MTV e in Canada su Teletoon dal 26 giugno 2000 al 13 luglio 2002, per un totale di 13 episodi ripartiti in una stagione. In Italia la serie è stata trasmessa su MTV dal 5 ottobre 2000.

## Episodi
| n° | Titolo originale        | Titolo italiano     | Prima TV USA   | Prima TV Italia |
| -- | ----------------------- | ------------------- | -------------- | --------------- |
| 1  | Move Over Miami         | Missione a Miami    | 26 giugno 2000 | 5 ottobre 2000  |
| 2  | Ski Cats                |                     | 3 luglio 2000  | 7 ottobre 2000  |
| 3  | Virtual Vegas           | Femme fatale        |                | 12 ottobre 2000 |
| 4  | Queen of DeNile         |                     |                | 14 ottobre 2000 |
| 5  | Greek Freaks            | Emergenza nell'Egeo |                |                 |
| 6  | Spanish on the Fly      |                     |                |                 |
| 7  | Malibooboo              |                     |                |                 |
| 8  | Cyberberian Sexpress    |                     |                |                 |
| 9  | Sneaky Tiki Taboo       |                     |                |                 |
| 10 | Tokyo Takedown          |                     |                |                 |
| 11 | Brazilian Brew-Ha-Ha    | Cafe do Brazil      |                |                 |
| 12 | Snap, Crackle, Popillon |                     |                |                 |
| 13 | Manhattan Glam Chowder  |                     |                |                 |

## Personaggi e doppiatori

### Personaggi principali
- Agente #1 (in originale: Agent Number One), voce originale di Michael Gans.
- Agente #2 (in originale: Agent Number Two), voce originale di Richard Register, italiana di Claudio Moneta.
- Helena Troy, voce originale di Fuschia!.

### Personaggi ricorrenti
- Narratore, voce originale di Dean Wein.
- Mac, voce originale di Jessica Shaw.